# Mauchen (Wüstung)
Mauchen ist ein in der frühen Neuzeit aufgegebener Ort im Landkreis Breisgau-Hochschwarzwald.
Der Ort und seine nördlich und teilweise westlich gelegene Feldflur lagen im Norden von Unadingen am linken Ufer der östlich laufenden Mauchach, die hier schon mit der aufnehmenden Gauchach einen kilometerlangen Sporn zu bilden beginnt, und auf dem geländeaufwärts sich anschließenden Südhang. Mauchen wurde im 11. oder 12. Jahrhundert gegründet und im frühen 16. Jahrhundert aufgegeben. Seine Gemarkung umfasste etwa 200 ha. Zum Ort gehörten in seiner Blütezeit um 1320 zwei Meyerhöfe des Klosters St. Blasien, ein größerer Hof sowie zwölf kleine Güter des Klosters Friedenweiler. Die Bewohner, der Schätzung der Denkmalpflege nach 10 bis 15 Familien, lebten vom Getreideanbau. Am nordwestlichen Rand des Ortes stand eine 1418 erstmals und 1508 letztmals erwähnte Löffinger Filialkirche, im flussabwärtigen südöstlichen Ortsgebiet eine 1503 zuletzt genannte Mühle.
Ab 1418 wurden die Felder der Gemeinde zunehmend von Unadinger Bauern bewirtschaftet. Das deutet auf einen langsamen Niedergang des Ortes bis zur Aufgabe hin.
Der Ort Mauchen und seine Wirtschaftsflächen wurden nach der Aufgabe vollständig aufgeforstet, was ungewöhnlich ist. Deshalb eignet sich der Ort besonders für archäologische Strukturuntersuchungen. So konnten die Feldfluren unter Berücksichtigung der noch vorhandenen Wölbäcker und Stufenraine als digitales Geländemodell dargestellt werden.